# Gare de Champagne-Ardenne TGV
La gare de Champagne-Ardenne TGV est une gare ferroviaire française de la LGV Est européenne, située sur le territoire de la commune de Bezannes, à 5 km au sud du centre-ville de Reims, dans le département de la Marne, en région Grand Est.
Elle est mise en service le 10 juin 2007 et devient l'une des trois nouvelles gares de la LGV précitée, avec celles de Meuse TGV et de Lorraine TGV. Elle est la seule de ces gares à disposer d'une interconnexion avec le réseau classique par l'intermédiaire d'un raccordement, ce qui permet d'y effectuer des correspondances entre les TGV et les TER.
C'est une gare de voyageurs de la Société nationale des chemins de fer français (SNCF), desservie par des trains des réseaux TGV inOui et TER Grand Est.

## Situation ferroviaire
Établie à 89 mètres d'altitude, la gare de Champagne-Ardenne TGV est située au point kilométrique (PK) 113,767 de la ligne de Paris à Strasbourg (LGV) — également appelée LGV Est européenne. Elle précède la gare de Meuse TGV (à 100 km à l'est).
Les raccordements permettant l'accès à la gare de Reims se débranchent à proximité de Champagne-Ardenne TGV, en direction de Strasbourg.

## Architecture

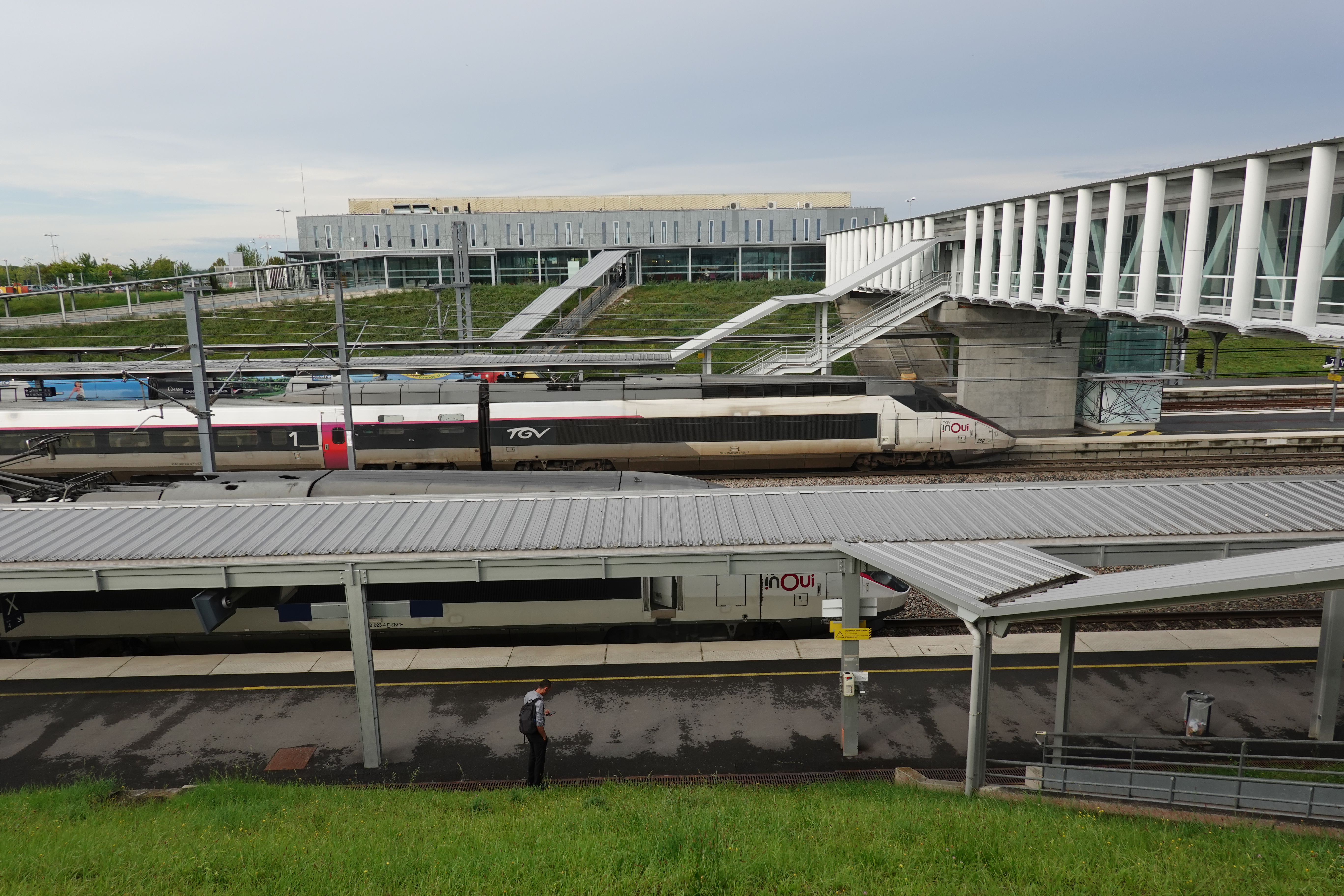
Vue générale de la gare.

Dotée de six voies (deux sans quais permettant la traversée de la gare à grande vitesse, deux à quais pour les TGV et deux pour les TER), cette gare de 700 m2 dont 450 accessibles au public est située à Bezannes, à la limite du vignoble champenois. Le bâtiment voyageurs de cette gare, construit à base d'acier et de verre, est long de 50 mètres et large de 14. Il est adossé à un mur avec pilastres et baies vitrées. L'utilisation de la pierre de Courville (utilisée pour la Cathédrale Notre-Dame de Reims) par l'architecte Pierre-Michel Desgrange a été prévue pour une meilleure intégration dans son environnement de cette gare, qui aura coûté 10 millions d'euros.

## Évolution de la fréquentation
Dans cette gare, 650 000 voyageurs par an sont attendus dès la phase de lancement.
Selon les estimations de la SNCF, la fréquentation annuelle de la gare figure dans le tableau ci-dessous.
| Année                      | 2015      | 2016      | 2017      | 2018      | 2019      | 2020    | 2021    | 2022      | 2023      | 2024      |
| -------------------------- | --------- | --------- | --------- | --------- | --------- | ------- | ------- | --------- | --------- | --------- |
| Voyageurs seuls            | 917 725   | 900 104   | 989 282   | 969 535   | 1 154 599 | 564 137 | 716 909 | 1 033 729 | 1 323 545 | 1 337 827 |
| Voyageurs et non voyageurs | 1 207 534 | 1 184 347 | 1 301 687 | 1 275 705 | 1 519 210 | 742 286 | 943 301 | 1 360 170 | 1 741 507 | 1 760 298 |

## Service des voyageurs

### Accueil

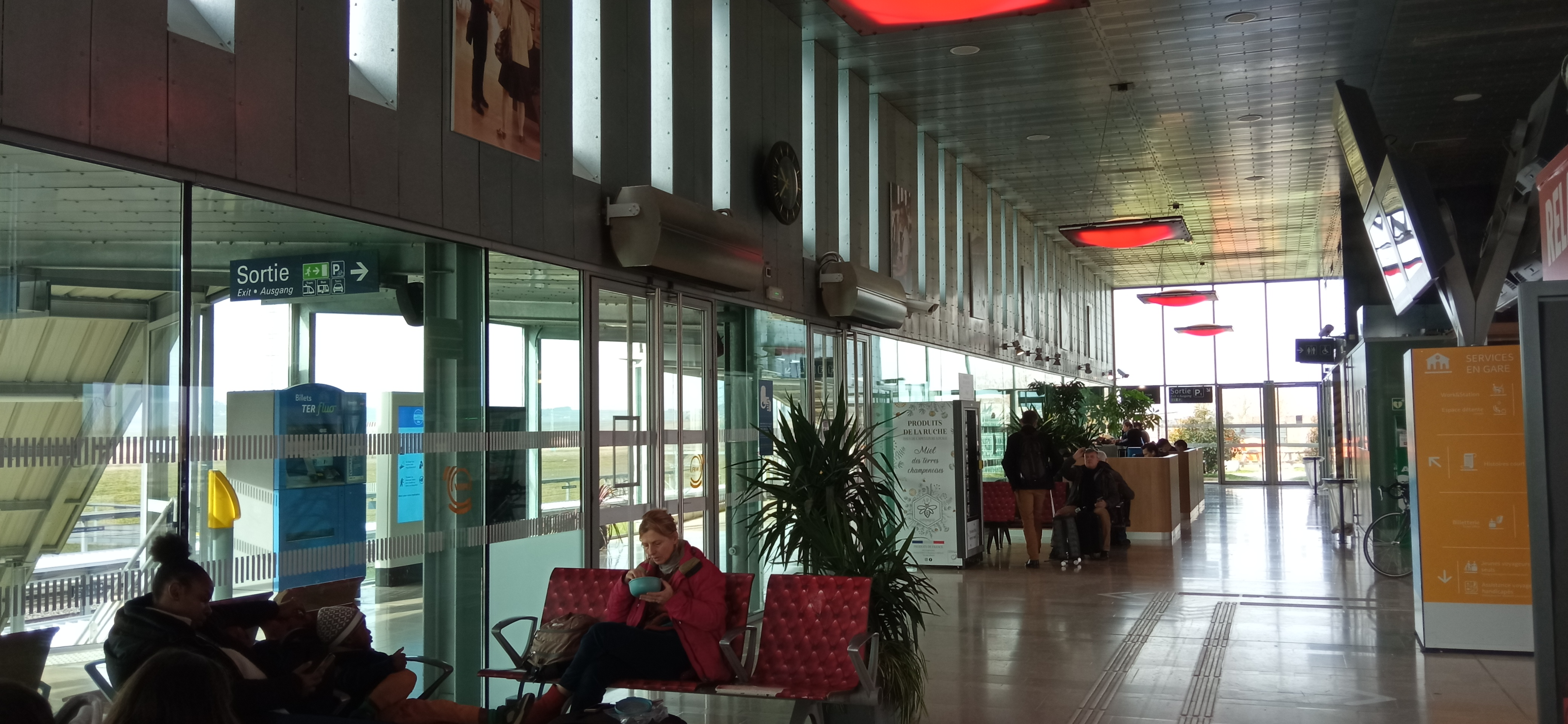
Hall de la gare.

La gare de Champagne-Ardenne TGV dispose d'un bâtiment voyageurs ouvert tous les jours. Elle est équipée, pour l'achat de titres de transport, d'une billetterie et d'automates permettant l'achat de billets grandes-lignes ou régionaux.
Une boutique Relay assure la vente de la presse et propose un service de restauration rapide. Plusieurs espaces d'attente permettent de patienter à l'intérieur comme à l'extérieur du bâtiment voyageurs. Certains sièges sont équipés de prises électriques pour recharger des équipements. Des toilettes sont accessibles gratuitement. Un piano est installé près de la passerelle.
Les quais sont accessibles par une passerelle, elle-même équipée d'escaliers, d'ascenseurs et de rampes.
Sur le parvis de la gare, deux agences, Avis et Sixt, permettent de louer une voiture.
Le stationnement de longue durée pour les véhicules est possible dans deux parking exploités par EFFIA situé de chaque côté du parvis, le parking dit P1 situé à droite de la gare et le P2 situé à gauche. Devant la gare, une voie, bordée de places de stationnement, permet un dépose-minute.

### Desserte
Les quais des voies 3 et 4 sont affectés aux TGV inOui, tandis que ceux des voies 7 et 9 sont affectés aux TER Grand Est.

#### TGV inOui

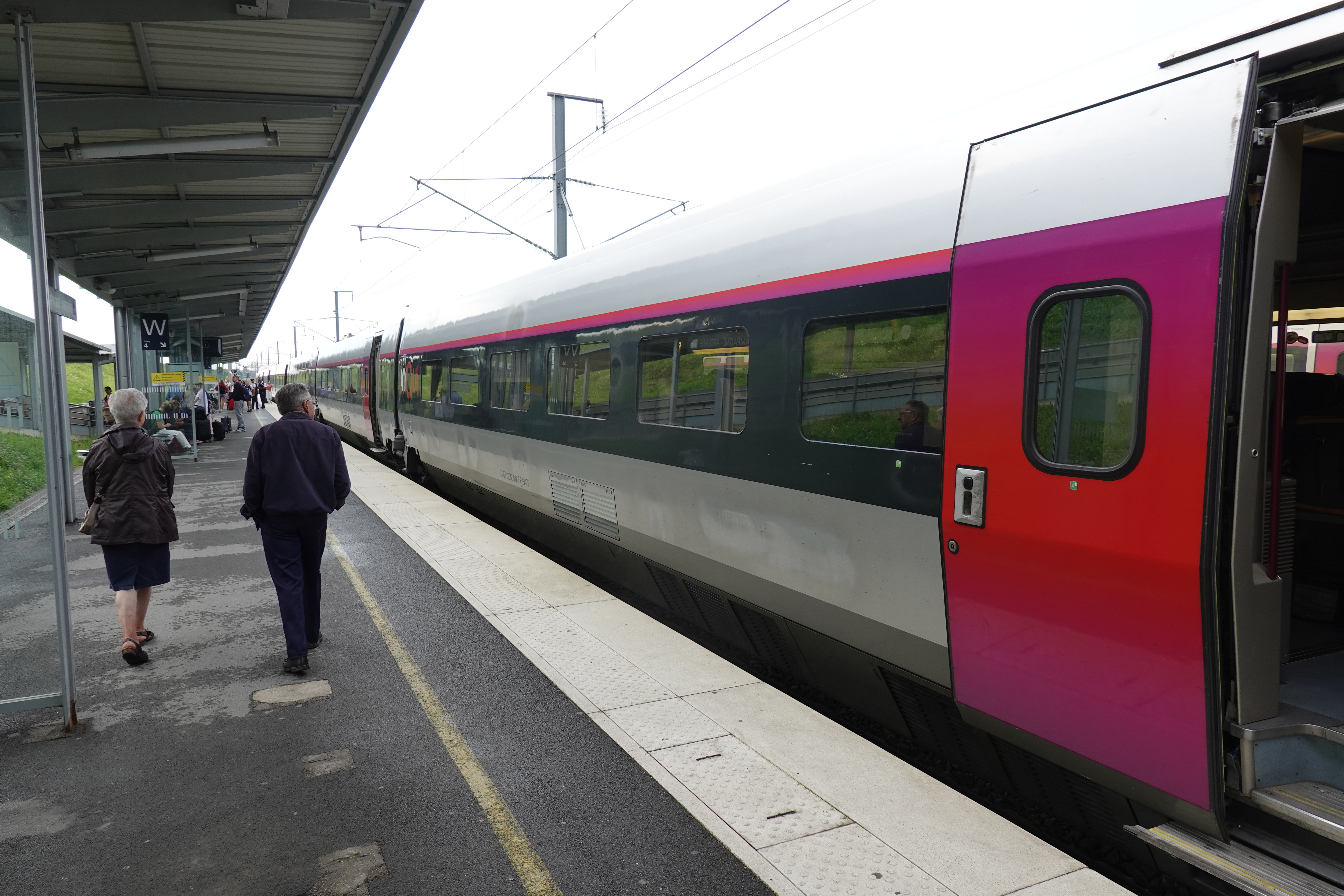
TGV inOui en gare.

La gare bénéficie de trains directs à destination de la gare de Paris-Est (6 AR). Elle permet des trajets vers les gares d'Aéroport Charles-de-Gaulle 2 TGV (3 AR), Marne-la-Vallée - Chessy (3 AR) et Massy TGV (3 AR), en Île-de-France. Des TGV la relient directement à Lille (2 AR), Rennes (1 AR), Nantes (2 AR), Bordeaux (1 AR), Strasbourg (5 AR), Metz (1 AR), Nancy (3 AR), Bruxelles-Midi (1 AR). À l'inverse, la gare n'est pas desservie depuis la LGV Sud-Est (notamment depuis Lyon), à l'exception d'un train Nancy – Lyon créé en décembre 2018 puis supprimé en raison de la pandémie de Covid-19[réf. souhaitée].
Il faut 30 min pour gagner Roissy ou Marne-la-Vallée - Chessy, 40 min pour la gare de Paris-Est, 1 h pour Massy TGV, 1 h 25 min pour Lille, 3 h 15 min pour Nantes et Rennes, et 4 h 25 min pour Bordeaux.
Bien que les trains internationaux (TGV, ICE) en provenance ou à destination de l'Allemagne utilisent la LGV et passent donc par la gare de Champagne-Ardenne TGV, il est actuellement impossible de les emprunter depuis cette gare car aucun de ces trains ne s'y arrête, mis à part un aller-retour vers Bruxelles-Midi (créé le 3 avril 2016) et un autre vers Luxembourg (disponible depuis le 14 décembre 2008).
À partir du 11 décembre 2011, un aller-retour Lille – Strasbourg avait été prolongé jusqu'à Mulhouse. Cette desserte n'est plus assurée depuis le 9 décembre 2012 et deux des trois relations vers Lille sont alors limitées à l'aéroport de Paris-Charles-de-Gaulle.
La gare est desservie par des trains assurant des relations de ou vers Paris-Est :
- Paris – Strasbourg ;
- Paris – Metz (– Luxembourg / Strasbourg) ;
- Paris – Nancy (– Remiremont / Saint-Dié-des-Vosges / Strasbourg) ;
- Paris – Bar-le-Duc.

À cela s'ajoutent des TGV intersecteurs, effectuant les liaisons :
- (Francfort-sur-le-Main –) Strasbourg – Bordeaux-Saint-Jean ;
- Strasbourg – Nantes ;
- Strasbourg – Rennes ;
- Strasbourg – Lille-Europe – Bruxelles-Midi.

#### Ouigo
La gare était desservie par la liaison Paris-Est – Nancy, créée en juillet 2018 puis supprimée en décembre 2021.

#### TER Grand Est

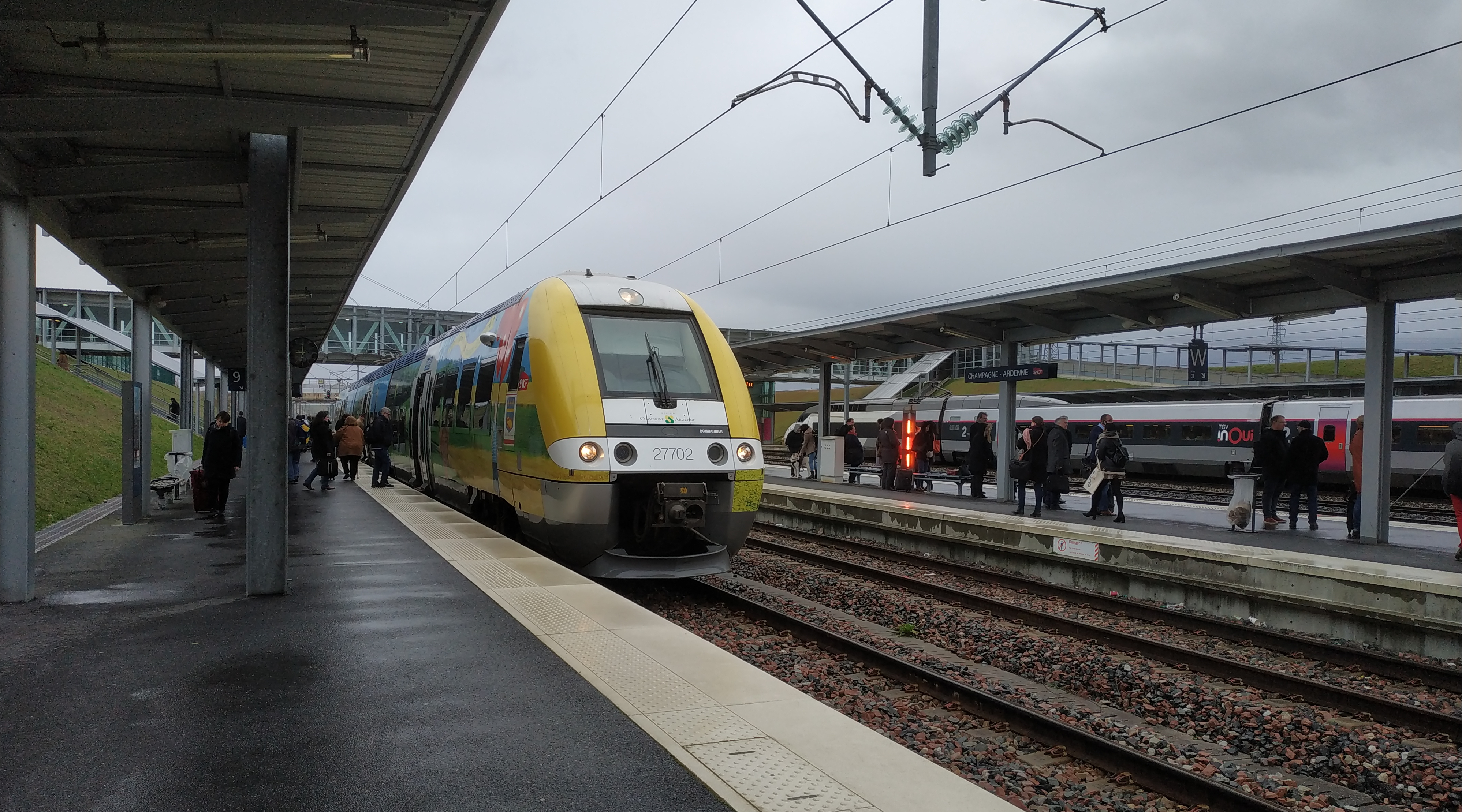
Un TER à quai, voie 9.

Sur décision du conseil régional de Champagne-Ardenne, cette gare a l'originalité de posséder deux voies à quai supplémentaires réservées aux correspondances TER Champagne-Ardenne (devenu TER Grand Est en 2016 et 2017) vers Reims, Charleville-Mézières, Châlons-en-Champagne et Saint-Dizier, par prolongement de certaines liaisons qui avaient auparavant leur terminus en gare de Reims (centre). Ce raccordement, une première sur le réseau à grande vitesse français, a été rendu possible par des travaux d'un montant de 46,8 millions d'euros, inscrits au contrat de plan État-région. Les dessertes suivantes sont ainsi possibles, sans changement de train, vers Reims en 12 min, vers Charleville-Mézières en 1 h 14 min et vers Sedan en 1 h 33 min.
Le cadencement assure la circulation de deux trains par heure au maximum, soit environ un train toutes les 30 minutes. Le temps de trajet pour effectuer le parcours entre la gare de Reims et la gare de Champagne-Ardenne TGV est plus court en train, le trajet en tram prenant, lui, 22 minutes. Tous les trains TER Grand Est, ayant pour destination ou origine Champagne-Ardenne TGV sont omnibus et desservent donc les gares de Reims-Maison-Blanche et Franchet-d'Esperey.

### Intermodalité

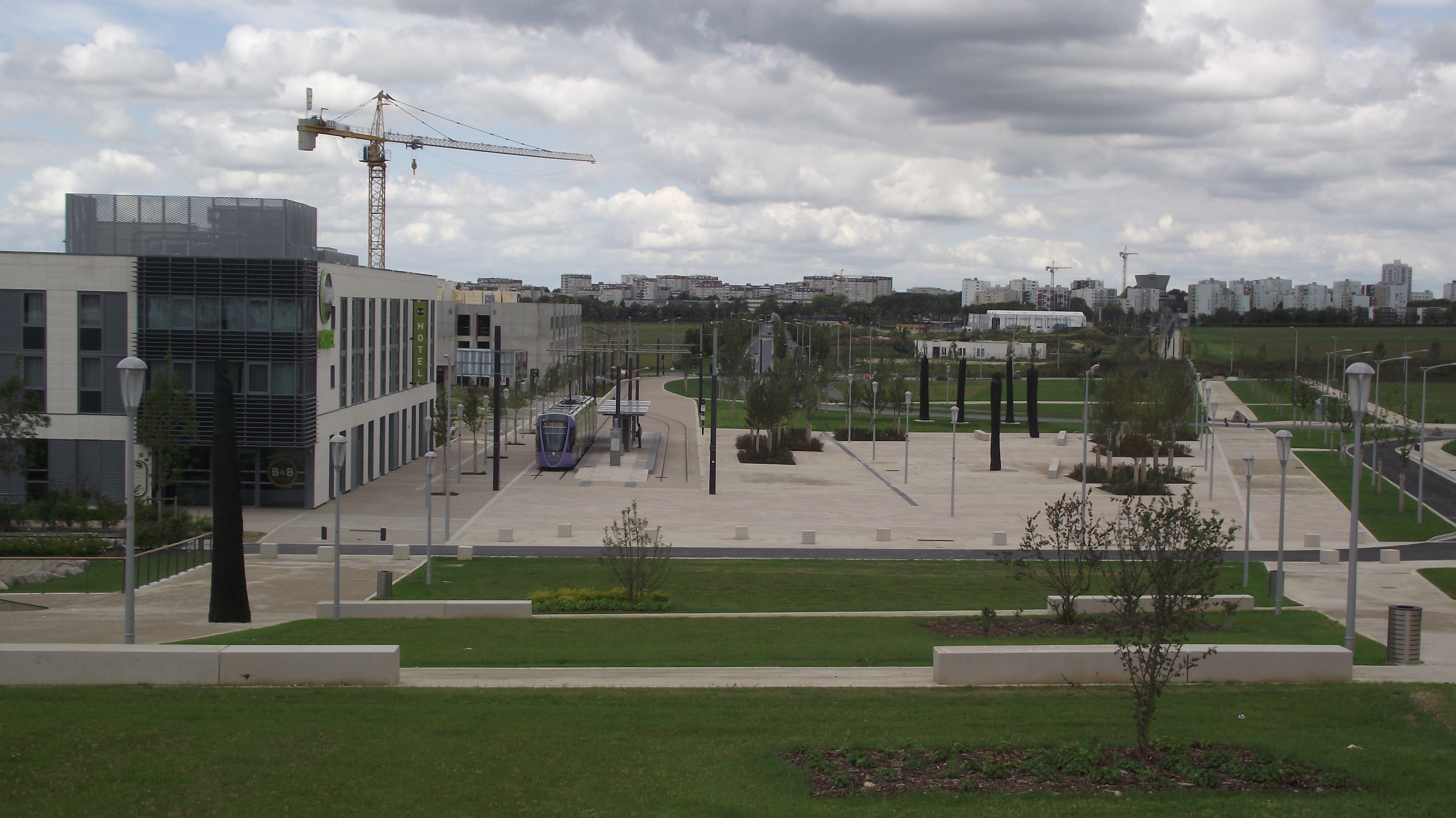
Vue, depuis le parvis de la gare, de la station du tram B.

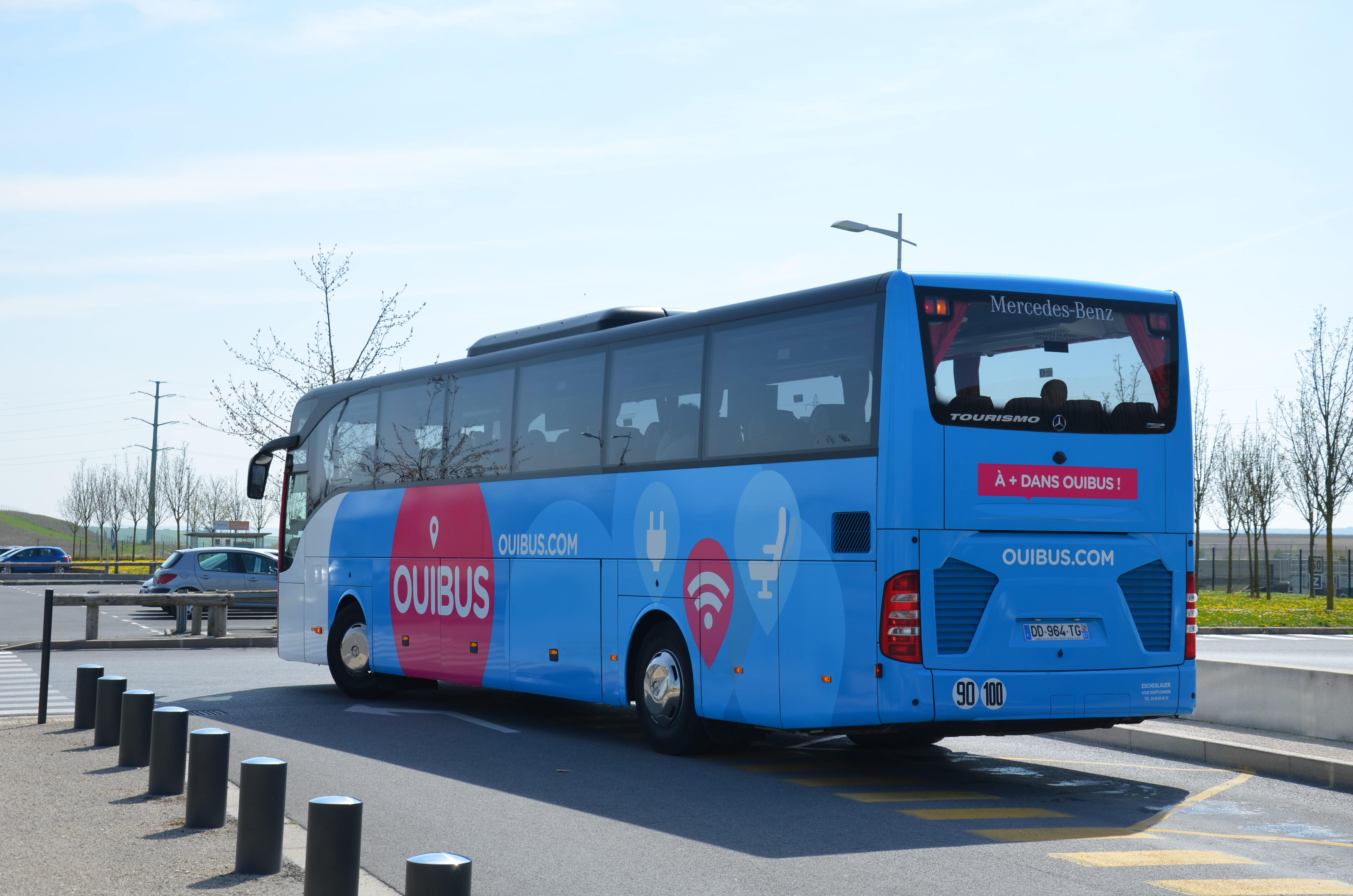
Arrêt d'autocar.

La gare est située à Bezannes, à 5 kilomètres au sud-ouest du centre de Reims, et à 1,5 km au sud de la limite de la commune. Elle est facilement accessible depuis les autoroutes A4 et A26. Elle comporte environ 700 places de stationnement, ainsi que des emplacements pour les bus et les taxis.
Depuis le 18 avril 2011, la gare est desservie par le réseau de transports en commun du Grand Reims, avec la ligne B du tramway, ainsi que les lignes d'autobus 12 et 13. Elle est également desservie, depuis le 2 septembre 2013, par la ligne de transport à la demande « TAD Sud-Ouest », en direction des communes de Champfleury, Trois-Puits et Villers-aux-Nœuds. La station de tram est cependant située à quelques centaines de mètres de la gare. Le prolongement jusqu'à la gare a été jugé trop onéreux (environ 15 millions d'euros), en raison de la nécessité de gravir la butte artificielle sur laquelle la gare a été construite. Cette desserte serait revenue beaucoup moins coûteuse si la station de tram avait été prévue lors de la construction de la gare TGV. Finalement, un aménagement du site a été réalisé, afin d'unifier les deux parvis (gare et station tramway) par un plan incliné. Les lignes 12 et 13 permettent de franchir la distance sans devoir marcher, car les bus s'arrêtent juste devant la gare à leur terminus.
La gare est également desservie par des autocars des compagnies BlaBlaCar Bus et FlixBus.
Une ZAC de 172 hectares a été planifiée en 2004 autour de la gare. Nommée « Parc d'affaires de Reims-Bezannes », elle comprend un parc d'activités de 60 hectares, 25 ha de logements, 30 à 50 ha d'espaces verts et 30 à 40 ha de commerces et de zones de loisirs. La première construction d'un groupe de quatre immeubles de bureaux a débuté en février 2010.

## Plan de voies
|                |  |  |  |  |  |  |  |  |  |  |  |  |  |  |  |  |  | vers Reims |  |  |  |  |  |  |  |  |  |  |  |  |  |  |                                                                |  |  |  |  |
|                |  |  |  |  |  |  |  |  |  |  |  |  |  |  |  |  |  |            |  |  |  |  |  |  |  |  |  |  |  |  |  |  |                                                                |  |  |  |  |
|                |  |  |  |  |  |  |  |  |  |  |  |  |  |  |  |  |  |            |  |  |  |  |  |  |  |  |  |  |  |  |  |  |                                                                |  |  |  |  |
|                |  |  |  |  |  |  |  |  |  |  |  |  |  |  |  |  |  |            |  |  |  |  |  |  |  |  |  |  |  |  |  |  |                                                                |  |  |  |  |
|                |  |  |  |  |  |  |  |  |  |  |  |  |  |  |  |  |  |            |  |  |  |  |  |  |  |  |  |  |  |  |  |  |                                                                |  |  |  |  |
|                |  |  |  |  |  |  |  |  |  |  |  |  |  |  |  |  |  |            |  |  |  |  |  |  |  |  |  |  |  |  |  |  | vers Metz-Ville, Nancy-Ville, Lorraine-TGV ou Strasbourg-Ville |  |  |  |  |
| vers Paris-Est |  |  |  |  |  |  |  |  |  |  |  |  |  |  |  |  |  |            |  |  |  |  |  |  |  |  |  |  |  |  |  |  |                                                                |  |  |  |  |
|                |  |  |  |  |  |  |  |  |  |  |  |  |  |  |  |  |  |            |  |  |  |  |  |  |  |  |  |  |  |  |  |  |                                                                |  |  |  |  |
|                |  |  |  |  |  |  |  |  |  |  |  |  |  |  |  |  |  |            |  |  |  |  |  |  |  |  |  |  |  |  |  |  |                                                                |  |  |  |  |
|                |  |  |  |  |  |  |  |  |  |  |  |  |  |  |  |  |  |            |  |  |  |  |  |  |  |  |  |  |  |  |  |  |                                                                |  |  |  |  |
|                |  |  |  |  |  |  |  |  |  |  |  |  |  |  |  |  |  |            |  |  |  |  |  |  |  |  |  |  |  |  |  |  | vers Épernay                                                   |  |  |  |  |
|                |  |  |  |  |  |  |  |  |  |  |  |  |  |  |  |  |  |            |  |  |  |  |  |  |  |  |  |  |  |  |  |  |                                                                |  |  |  |  |
|                |  |  |  |  |  |  |  |  |  |  |  |  |  |  |  |  |  |            |  |  |  |  |  |  |  |  |  |  |  |  |  |  |                                                                |  |  |  |  |